# Císařská garda Mandžukua

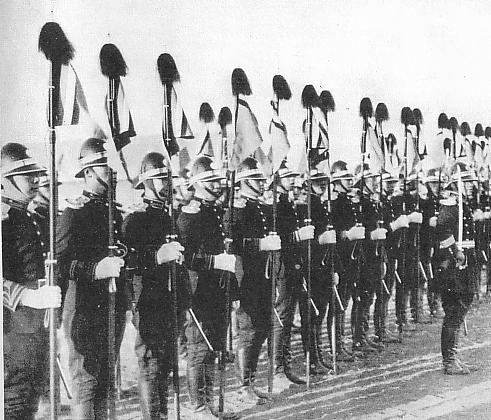
garda v ceremoniální uniformě

Císařská garda Mandžukua (čínsky: 禁衛隊 / 禁卫队 jīnwèiduì, ťin-wej-tuej, jap. čteno kin’eitai) byla elitní strážní, ceremoniální a ozbrojenou silou loutkového státu Mandžukuo. Byla založena roku 1933. Jejím prvním úkolem byla ochrana císaře Pchu Iho, císařské rodiny a vlády. Velitelství se nacházelo v Hsinkinu poblíž císařského paláce.

## Historie a výbava
Císařská garda byla založena podle vzoru Japonské císařské gardy z vojáků Císařské armády Mandžukua většinou mandžuské národnosti. Garda byla vyzbrojena japonskými meči a měla uniformy šedé nebo černé barvy.
Členů gardy bylo asi 200. Byla utvořena také bojová speciální jednotka Čchinganjuchitchui která byla používána v akcích proti partyzánům.